# 小山光
小山 光（こやま あきら、1970年 - ）は、日本の建築家。東京都生まれ。英国登録建築家（ARB）。英国王立建築家協会（RIBA）会員。一級建築士。株式会社キー・オペレーション代表取締役。

## 経歴
- 1994年          東京都立大学 (1949-2011)工学部建築学科卒業（小林克弘研究室）
- 1997年          ロンドン大学バートレット校建築修士課程優等修了（ピーター・クック）
- 1997年          KNTA Architects
- 1998年          東京工業大学理工学研究科建築学専攻修士課程修了（坂本一成研究室）
- 1998年          Atelier KOを創立
- 1998年          株式会社ザラ・ジャパン店舗開発
- 1998年-2001年  Studio E Architects
- 2001年-2003年  David Chipperfield Architects
- 2003年-2005年  株式会社ザラ・ジャパン店舗開発部長
- 2005年          有限会社アトリエ・コ・アーキテクツ設立
- 2006年          株式会社キー・オペレーションに組織変更

## 受賞
受賞
2023
「ZOOM 戸越銀座」 Good Design 賞 受賞
2023
「池袋テラスビル」 Good Design 賞 受賞
2023
「Hayama Huts」 German Design Awards 2024 Winner 受賞
2023
「Hayama Huts」 ICONIC AWARDS 2023 Winner 受賞
2023
「Hayama Huts」 空間デザイン賞 2023 ShortList 受賞
2023
「桜木町の集合住宅」 DFA Design for Asia Awards 2023 Merit Award 受賞
2023
「桜木町の集合住宅」 DNA PARIS DESIGN AWARDS 2023 Winner 受賞
2023
「桜木町の集合住宅」 iF DESIGN AWARD 2023 Winner 受賞
2023
「桜木町の集合住宅」 International Property Awards Asia Pacific 2023 Winner 受賞
2022
「桜木町の集合住宅」 London International 2022 Official Selection 受賞
2022
「桜木町の集合住宅」 German Design Award 2023 Nominee 受賞
2022
「桜木町の集合住宅」 空間デザイン賞 2022 ShortList 受賞
2022
「桜木町の集合住宅」 Good Design 賞 受賞
2022
「桜木町の集合住宅」 Iconic Awards 2022 Winner 受賞
2022
「桜木町の集合住宅」 Architizer A+Awards 2022 Finalist 受賞
2022
「関内の集合住宅」 German Design Awards 2022 Nominee 受賞
2022
「関内の集合住宅」 Architecture MasterPrize 2022 Honorable Mention 受賞
2022
「不動前の空地」 Frame Award 2022 Shortlisted 受賞
2021
「不動前の空地」 TAAF Award Selection 受賞
2021
「関内の集合住宅」 Archello BEST OF 2021受賞
2021
Luxury Awards賞 受賞
2021
「関内の集合住宅」 London International Creative Competition賞 受賞
2021
「関内の集合住宅」 International Property Awards Asia Pacific 2021受賞
2021
「関内の集合住宅」 BluePrint Awards 2021 Shortlisted賞 受賞
2021
「関内の集合住宅」 Good Design 賞 受賞
2021
「関内の集合住宅」 Iconic Awards 2021 Winner 受賞
2021
「不動前の空地」 ArchitectureMasterPrize 2021 Honorable Mention 受賞
2021
「不動前の空地」 A+ Awards 2021 a finalist of category “Apartment” 受賞
2021
「不動前の空地」 Sky Design Awards 銅賞 受賞
2021
「不動前の空地」 Good Design 賞 受賞
2021
「不動前の空地」 German Design Awards 2021 Nominee 受賞
2021
「不動前の空地」 Iconic Awards 2021Selection 受賞
2021
「不動前の空地」 Archello BEST OF 2020 受賞
2021
「不動前の空地」 International Property Awards Asia Pacific 2021 受賞
2021
「MAPPAスタジオ分室」ap賞（アーキテクチャーフォト賞）大賞 受賞
2020
「神宮前の小さな参道」 AR Future Project Awards 2021受賞
2020
「ZOOM TOGOSHI GINZA」 German Design Awards 2020 WINNER 受賞
2019
「神田テラス」 Sky Design Awards 2019 Shortlist 入選
2019
「ZOOM TOGOSHI GINZA」 International Property Awards Asia Pacific 2019-2020 Residential Development受賞
2019
「ZOOM TOGOSHI GINZA」 International Property Awards Asia Pacific 2019-2020 Architecture Multiple Residence受賞
2019
「神田テラス」 International Property Awards Asia Pacific 2019 Mixed-use Architecture受賞
2018
「神田テラス」 World Architecture Festival ファイナリスト
2018
「神田テラス」 German Design Award2019 Special Mention 受賞
2018
「神田テラス」 2018 Architecture MasterPrize Commercial Architecture選出
2018
「神田テラス」 Blueprint Awards 2018-Commended 受賞
2018
「神田テラス」 Good Design 賞受賞
2018
「神田テラス」 A+ Awards2018 +Facades People’s Choice受賞
2018
「神田テラス」 Iconic Awards 2018 Best of Best受賞
2018
「神田テラス」 JCDデザインアワード2018 Best 100受賞
2018
「神田テラス」 AZ Awards of Merit 2018-2019受賞
2017
「New York Corner 161」 Good Design受賞
2016
「猪名川霊園倉庫棟」 Good Design 賞
2015
「テラスビル・ヒルトップビル」International Property Awards Asia Pacific 2016
2015
「テラスビル・ヒルトップビル」Good Design 賞
2014
「小町ビル」International Property Awards Asia Pacific 2015
2014
「小町ビル」Good Design 賞
2012
「yotsuyatenera」RIBA (英国王立建築家協会) 国際賞
2012
「yotsuyatenera」ARCHITIZER A+AWARDS 2013
2012
「yotsuyatenera」International Property Awards Asia Pacific 2012-2013
2011
「yotsuyatenera」Good Design 賞
2011
「ReNOAMotosumiyoshi」Good Design 賞
2010
「フラット・フローティングボックス」Good Design 賞
2003
ビルディング・デザイン・ヤング・アーキテクト・オブ・ザ・イヤー・アワード入選
2000
名古屋デザインDOデザインコンペ一次審査通過
1998
WACOA インテリアアイデアコンペ会員企業賞
1997
第32回セントラル硝子国際設計競技「ミレニアムタワー」入選
1997
播磨科学公園都市近未来戸建住宅デザインコンペティション一般部門最優秀賞
1996
英国王立建築家協会学生コンペ「Print Room for the Future」最優秀賞
1995
第1回リビングデザイン賞「大切な人に贈る小さな小さな家」佳作
1995
第5回エス・バイ・エル住宅設計コンペ「Kandinskyの家」富永譲賞

## 主なプロジェクト
- 2010年

ZARA 熊本店、
ハウス・タイシドウ
yotsuya tenera
- 2009年

ZARA 渋谷公園通り店
フラット・ダブル・デッカー
フラット・フローティング・ボックス
ハウス・コントラスト
- 2008年

アジアンスイーツ香記
シェアハウス・ヤクモ
フラット・ヒモンヤ409
ZARA 神戸三宮店
- 2007年

ハウス・メグロ
フラット・ヒモンヤ208
ZARA 心斎橋店
- 2006年

フラット・ヒロオ
ZARA 心斎橋筋店
- 2005年

ZARA 福岡天神西通店
ZARA 広島店
ZARA 横浜元町店
ZARA 渋谷店
- 2004年

フラット・ヒモンヤ
ZARA 名古屋店
- 2002年

アベサン・ハウス

## 訳書
- 「近代建築の証言」 著者:ジョン・ピーター 翻訳:小川次郎、小山光、繁昌朗共訳 出版社:TOTO 出版